# سلحفاة تشاكو
سلحفاة تشاكو هي نوع من السلاحف البرية، تعيش في قارة أمريكا الجنوبية بدول الأرجنتين وبوليفيا والباراغواي.